# Na
Na, còn gọi là mãng cầu/mãng cầu ta, sa lê, phan lệ chi, (danh pháp hai phần: Annona squamosa), là một loài thuộc chi Na (Annona) có nguồn gốc ở vùng châu Mỹ nhiệt đới. Nguồn gốc bản địa chính xác của loại cây này chưa rõ do hiện nay nó được trồng khắp nơi nhưng người ta cho rằng nó là cây bản địa của vùng Caribe.

## Đặc tính cây trồng
Cây na cao cỡ 2–5 mét, lá mọc xen ở hai hàng; hoa xanh, quả tròn không có nhiều múi, hạt trắng có màu nâu sậm. Hạt có chứa độc tố, có tính làm bỏng da và có thể trừ sâu bọ, chấy rận.

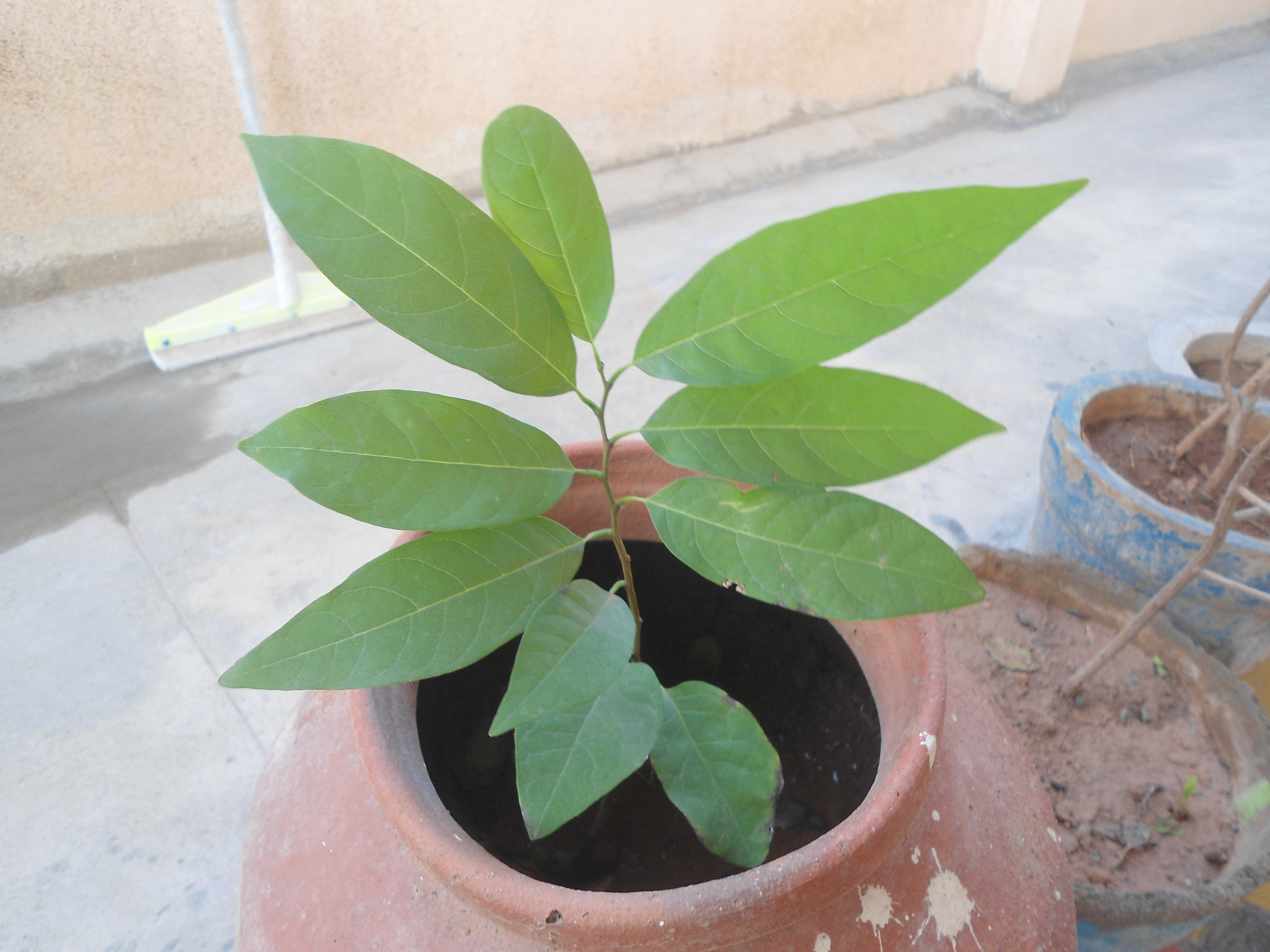
Cây Na còn non

Cây na trồng từ 4-5 năm mới cho quả nên mới có thành ngữ: "Trẻ trồng na, già trồng chuối".

## Thành phần hóa học

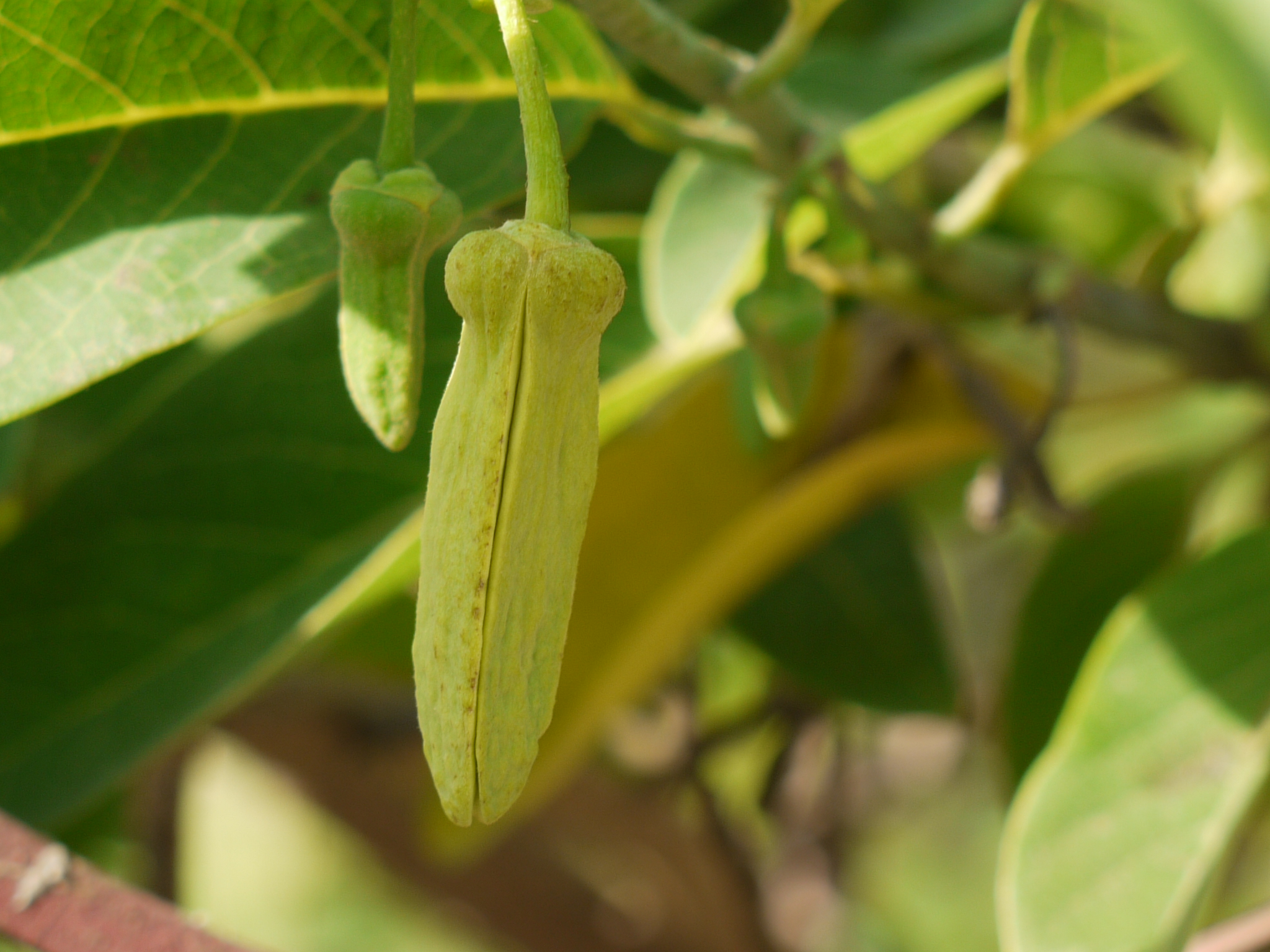
Hoa na chưa nở

Trong lá có một loại ancaloit vô định hình, không có glucozit.
Trong thịt quả có chứa vitamin C, vitamin A, Mg, K... bên cạnh đó na còn rất giàu B2 và B6.

### Tên gọi khác từ quả na
Theo tên gọi khác của quả na như: mãng cầu na, mãng cầu dai/giai, sa lê, v.v...

## Công dụng
- Lá na chữa sốt rét trong dân gian
- Hạt na tán nhỏ dùng trừ chấy, rận.
- Thịt quả bổ sung nhiều vitamin, chất xơ rất có lợi cho sức khỏe.

## Các giống na
Ở Bắc Bộ, quả na được phân thành hai loại là na dai và na bở dựa vào đặc tính của quả (sự liên kết giữa các múi với vỏ và giữa các múi với nhau).
Na dai có ưu điểm ăn ngọt, để được lâu, không dễ nát, dễ bóc vỏ, múi na nhằn dễ tróc ra khỏi hột và múi cũng dai hơn. Quả na dai có vỏ mềm, màu xanh, thịt trắng lại ít hạt. Thêm vào đó, na dai được ưa chuộng hơn bởi mùi thơm và vị ngọt sắc nổi bật hơn so với na bở.
Huyện Chi Lăng (Lạng Sơn) được coi là "vựa na" lớn nhất cả nước, nơi này có 2 khu vực trồng na nổi tiếng: na bở ở khu vực thị trấn Đồng Mỏ và na dai khu vực Đồng Bành.

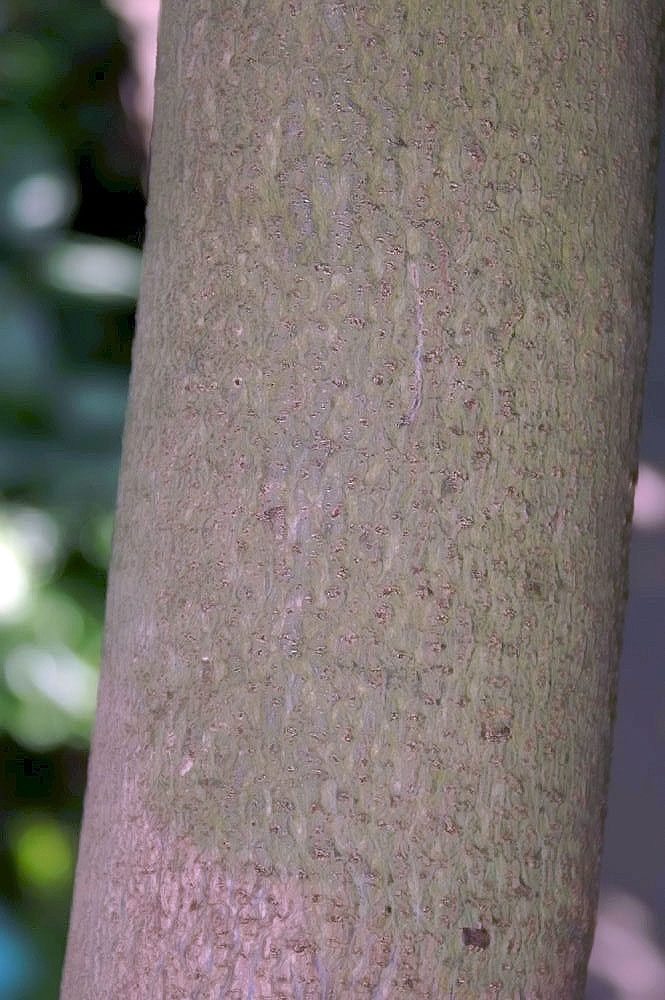
Thân cây na

Ở Nam Bộ có mãng cầu dai hay còn gọi là mãng cầu Cấp (mãng cầu Vũng Tàu). Mãng cầu dai chắc, nhiều thịt, ít hột, vỏ mỏng và thơm ngon hơn các loại mãng cầu khác. Những quả mãng cầu Cấp có vỏ xù xì, múi không đều, không mọng, nhưng có mùi thơm và vị chua ngọt rất hấp dẫn.

## Trong văn hoá đại chúng
Quả na được nhắc đến ở bài thơ "Ò ó o" của Trần Đăng Khoa trong tập thơ Góc sân và khoảng trời và được in trong sách giáo khoa lớp 1 ở Việt Nam.
Tiếng gà
Giục quả na
Mở mắt
Tròn xoe...
Na cũng được nhắc tới trong các thành ngữ:
- Na mở mắt.
- Răng đen hạt na.

## Hình ảnh về cây na

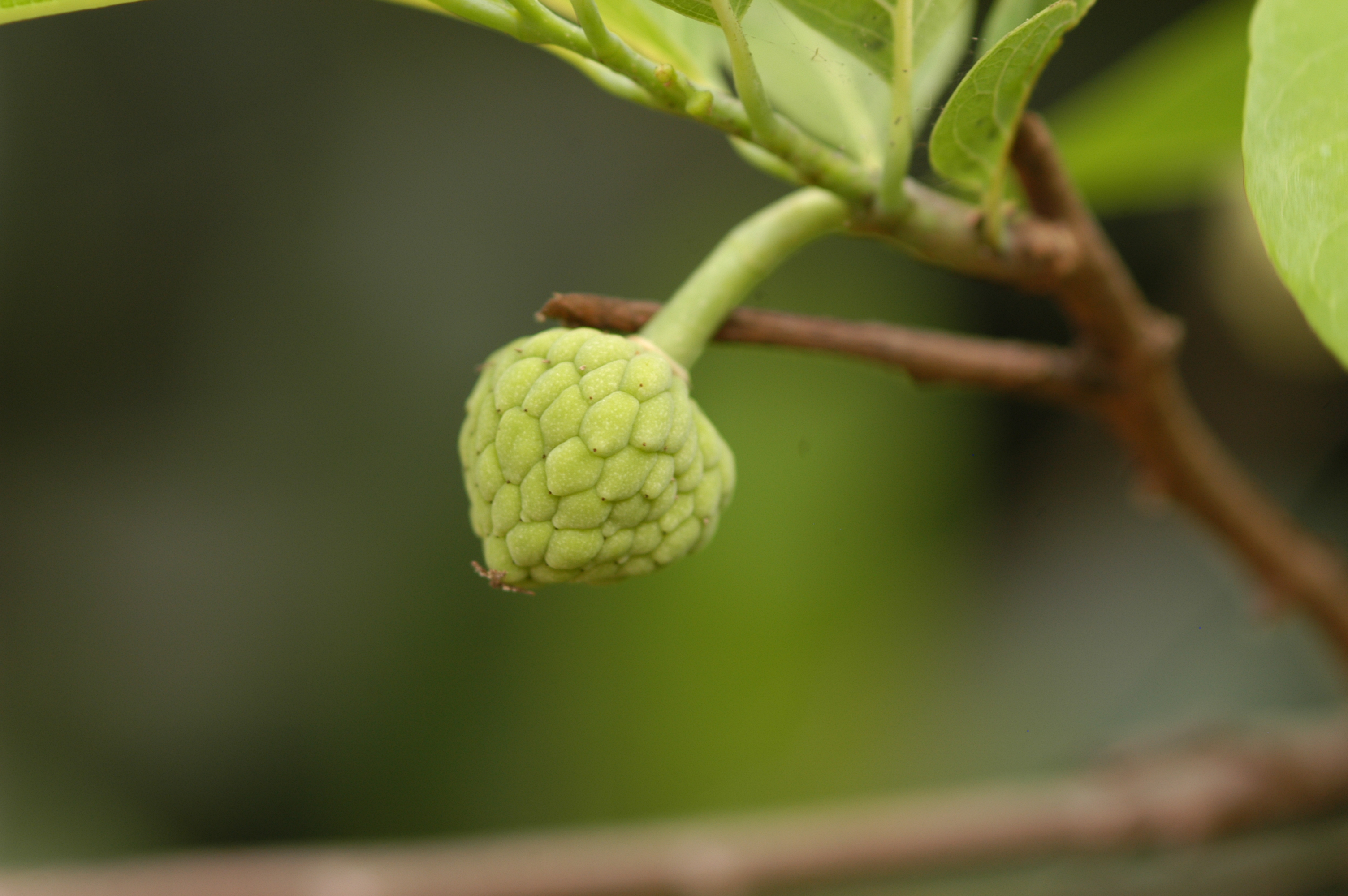
Trên cây đang ra quả na
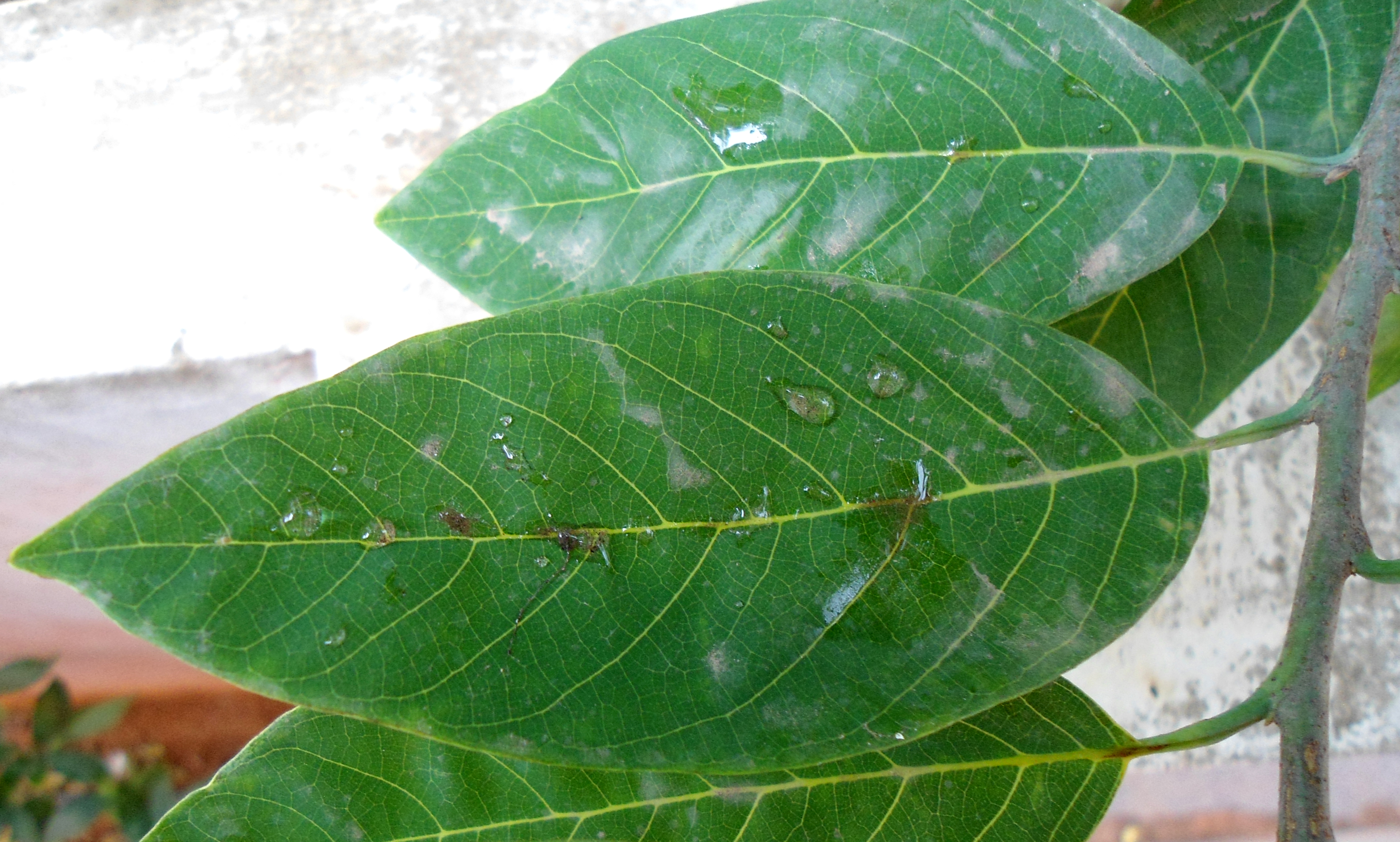
Vài lá cây na
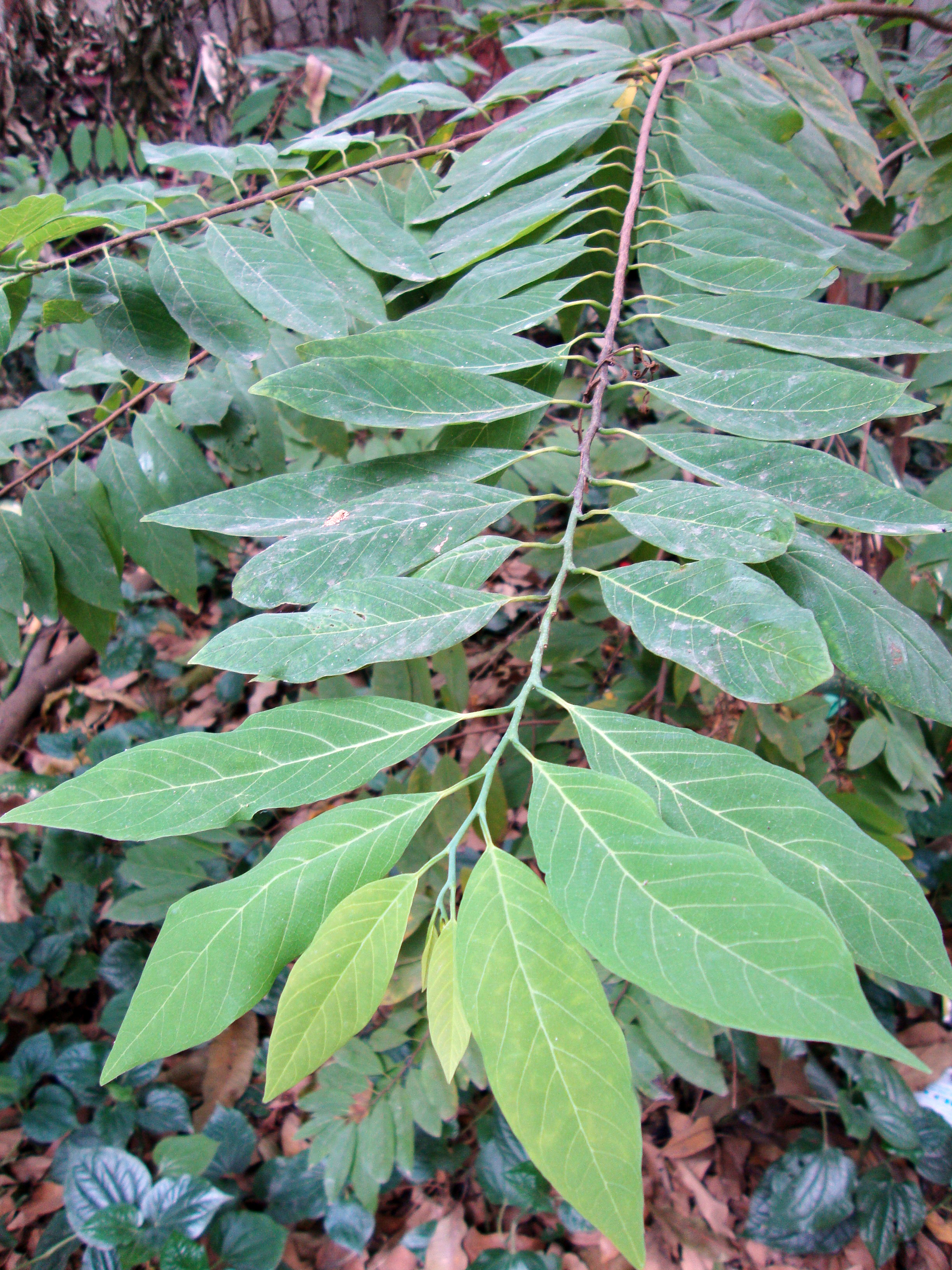
Nhánh và lá cây Na
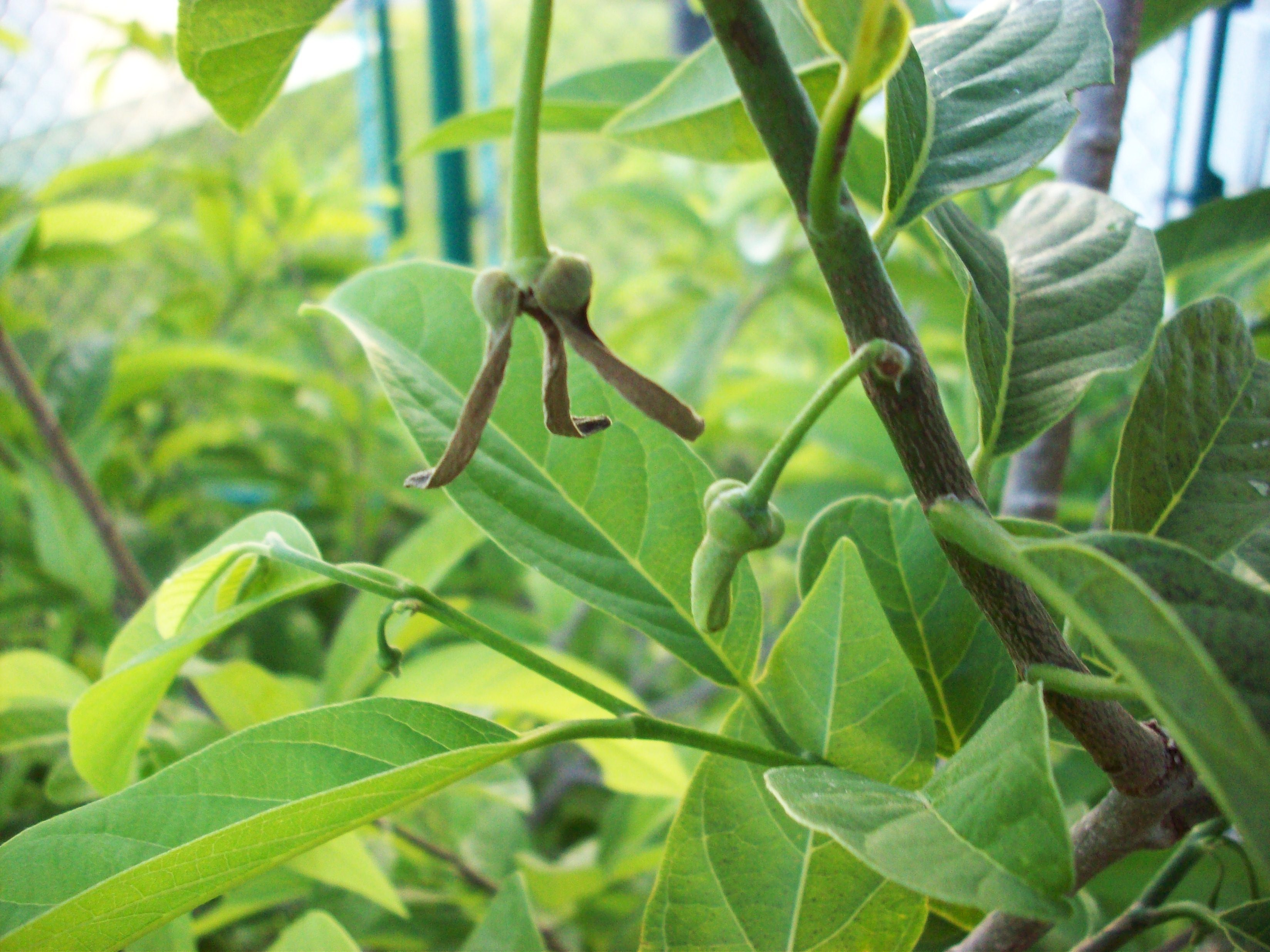
Cây, hoa và lá na

## Một vài bức ảnh

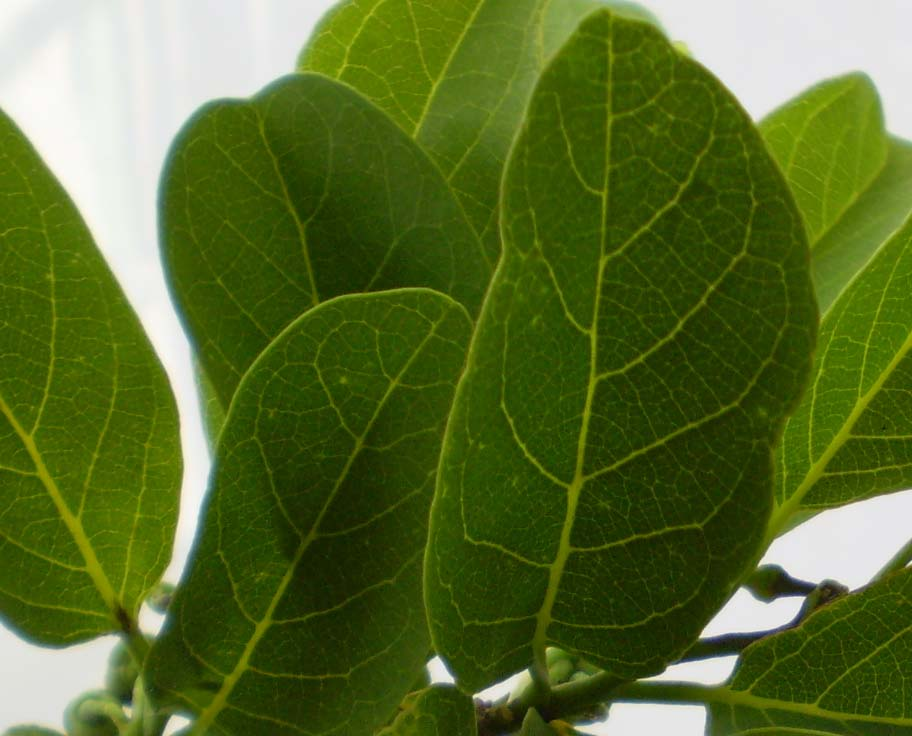
Lá cây Na
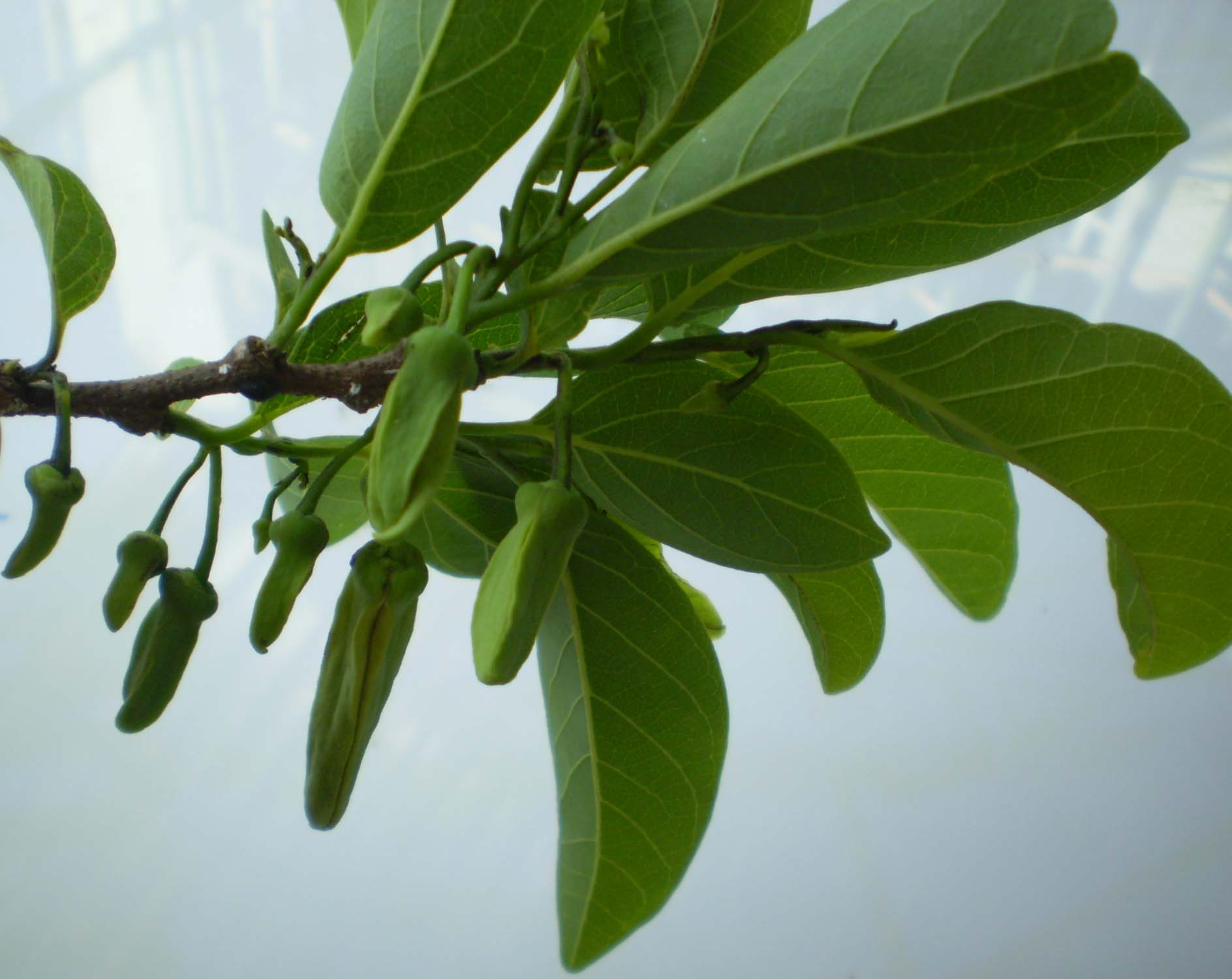
Nụ hoa cây Na
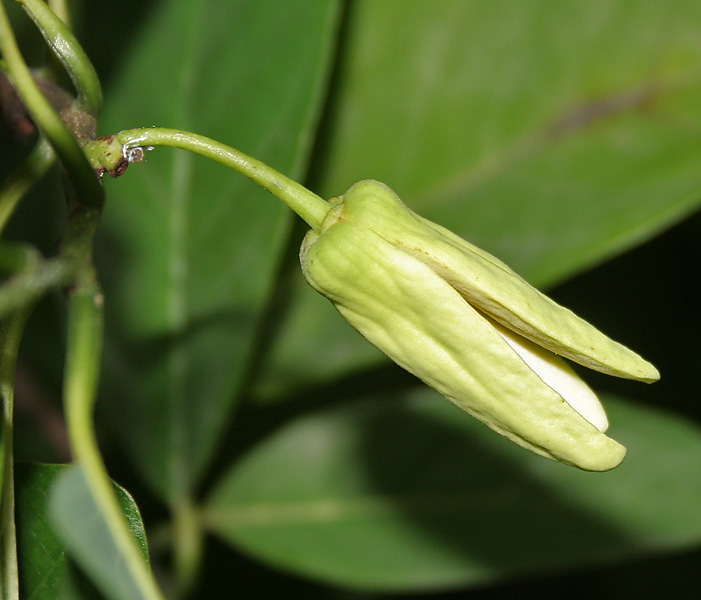
Hoa na

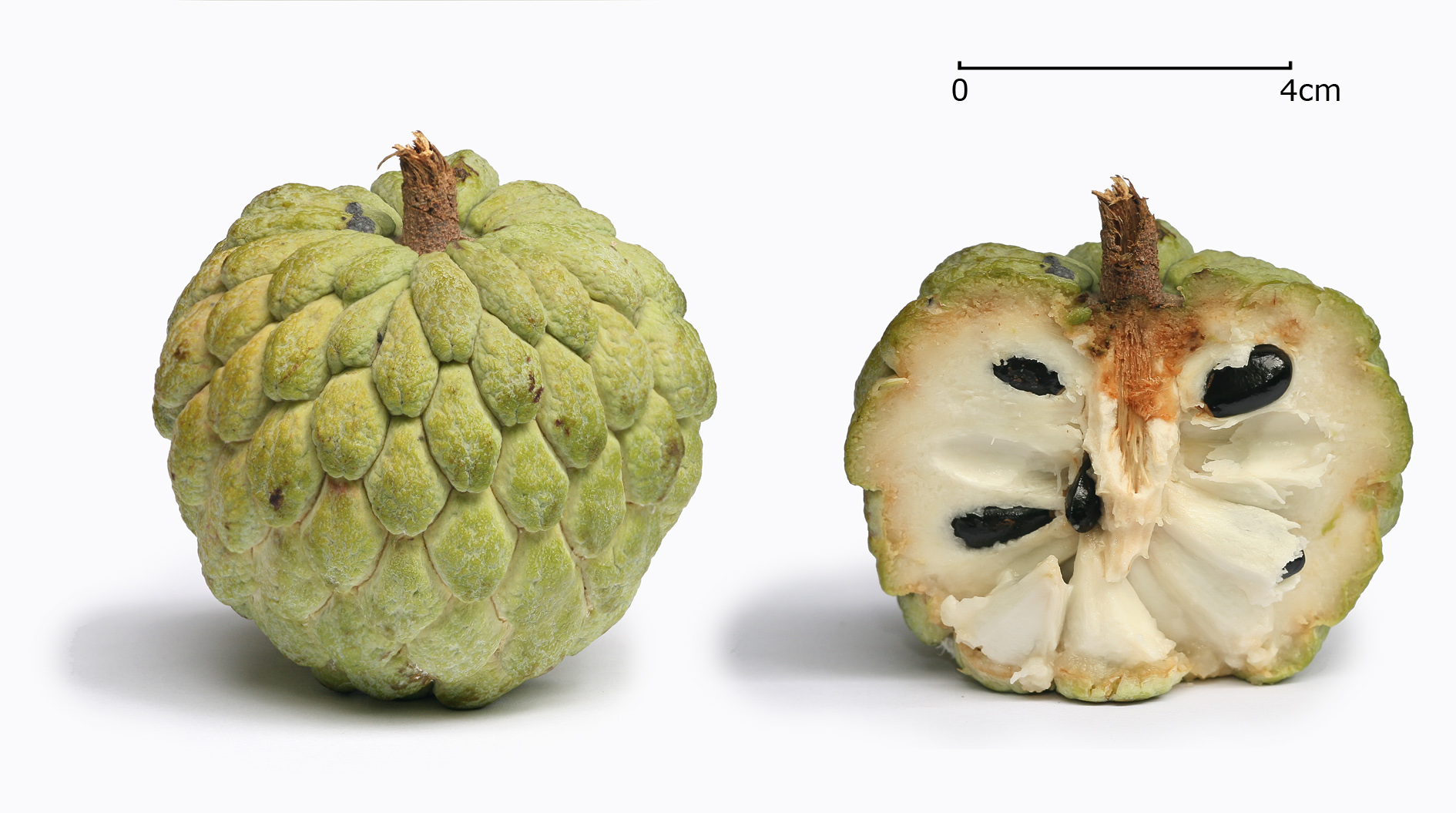
Quả na
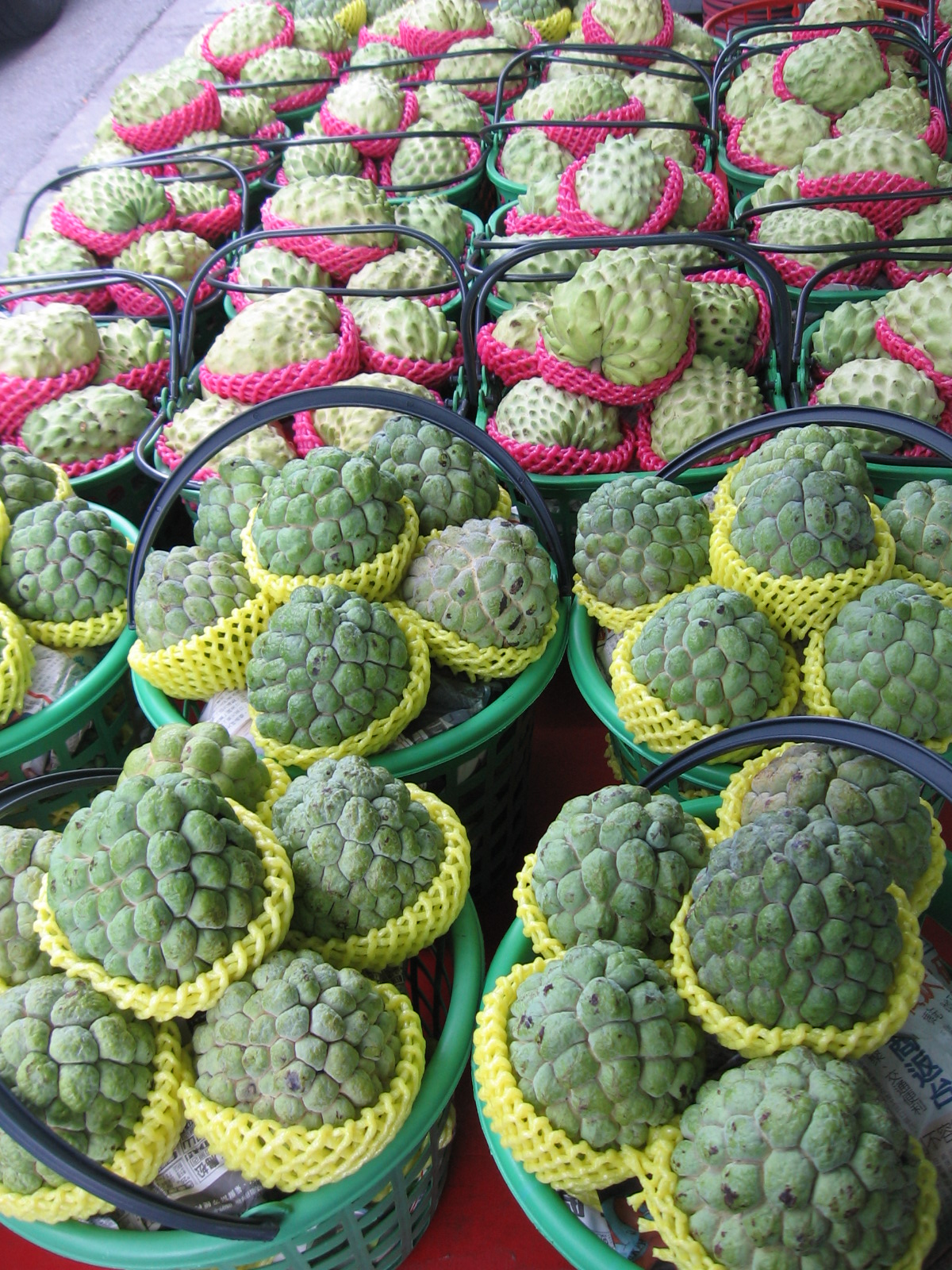
Na bày bán ở Đài Đông, Đài Loan.
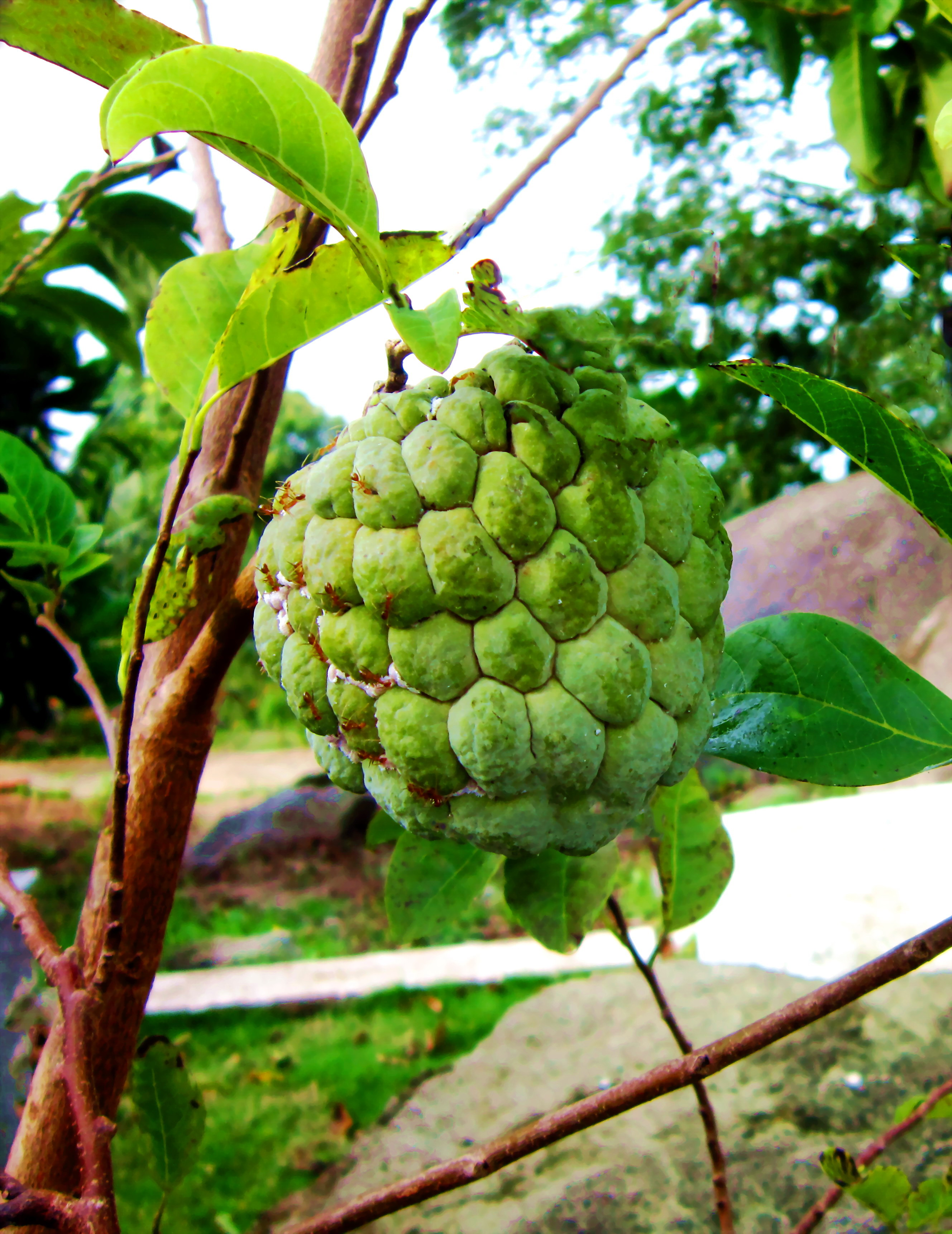
Một quả na ở Hòn Đất (Việt Nam).
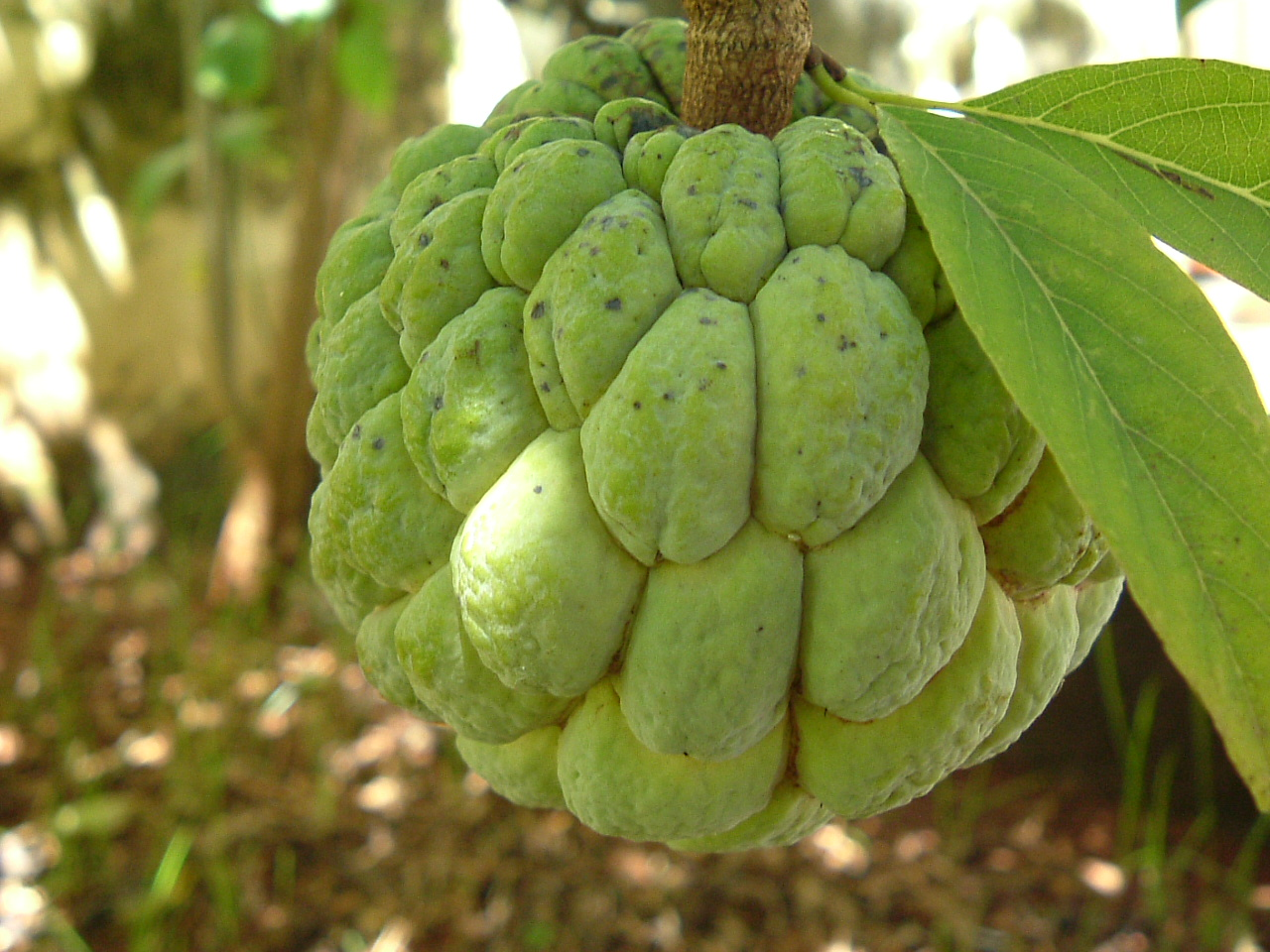
Một quả na ở Goiânia, Brasil.